# Ягодкин, Илья Викторович
Илья Викторович Ягодкин (род. 17 июля 1977, Псков) — российский футболист, защитник.

## Карьера
Воспитанник ДЮК-2 «Искра», тренер А. М. Колышев.
Профессиональную карьеру начал в 1998 году в «Пскове», выступавшем во Втором дивизионе. Свой дебютный матч провёл 16 апреля 1998 года в Санкт-Петербурге против «Зенита-2», вышел на замену на 46-й минуте. В сезонах 1999 и 2000 играл в «Энергии» из Великих Лук. В 2001 году — за дубль «Пскова-2000» в Первенстве КФК. С 2002 года выступал в Первом дивизионе за нальчикский «Спартак». В феврале 2003 года наряду с 14-ю игроками клуба подал заявление с требованием выдать зарплату за полгода и признать его свободным агентом, несмотря на то, что вместе с Русланом Мостовым имел действующий контракт. Клуб нашёл средства, а сам Ягодкин отыграл в клубе из Кабардино-Балкарии ещё два сезона. В 2005 году выступал за литовский «Жальгирис», после играл в вышневолоцком клубе «Волочанин-Ратмир». В 2007 году перебрался в петербургское «Динамо».
С сезона 2008 года вернулся в Псков и стал игроком «Пскова-747», за который играл семь сезонов подряд. Последний матч в карьере профессионального футболиста провёл 30 мая 2015 года, выйдя на 89-й минуте на замену в домашнем поединке против московского «Соляриса». 16 июня Илья Ягодкин принял решение завершить профессиональную карьеру игрока. Стал играть за любительские команды «ВДВ-Купол» Псков, «Автофаворит» Псков (3-е место в III дивизионе в зоне «Северо-Запад» 2018 года, матч 1/256 финала Кубка России), «Фаворит» Псковский район, «Автомобилист» Сланцы.
Детский тренер в ФК «Псков».
Сын Арсений также футболист.

## Игровые качества
Сильными сторонами Ягодкина являлись отличный выбор позиции, неуступчивость в единоборствах и прекрасная игра на втором этаже. Остро подключался к атакам.